# 四都镇 (江山市)
四都镇，是中国浙江省衢州市江山市所辖的一个镇。 

## 行政区划
下辖以下地区：
金山村、双溪村、埠头村、前岭村、江北村、四都村、上峰村和傅筑园村。